# Teuchophorus diminucosta
Teuchophorus diminucosta är en tvåvingeart som beskrevs av Harmston och Frank Hall Knowlton 1942. Teuchophorus diminucosta ingår i släktet Teuchophorus och familjen styltflugor.
Artens utbredningsområde är Utah. Inga underarter finns listade i Catalogue of Life.